# Olympische Sommerspiele 2000/Teilnehmer (Bosnien und Herzegowina)
| Gelbes Symbol für Goldmedaillen mit stilisierten Olympischen Ringen | Graues Symbol für Silbermedaillen mit stilisierten Olympischen Ringen | Braundes Symbol für Bronzemedaillen mit stilisierten Olympischen Ringen |
| ------------------------------------------------------------------- | --------------------------------------------------------------------- | ----------------------------------------------------------------------- |
| —                                                                   | —                                                                     | —                                                                       |

Bosnien und Herzegowina nahm an den Olympischen Sommerspielen 2000 in Sydney, Australien, mit einer Delegation von neun Sportlern, sieben Männer und zwei Frauen, teil.

## Teilnehmer nach Sportarten

### Judo
- Arijana Jaha
Damen, Halbleichtgewicht: 1. Runde

### Leichtathletik
- Ðuro Kodžo
Herren, Marathon: 78. Platz

- Dijana Kojić
Damen, 400 Meter: Vorläufe

- Elvir Krehmić
Herren, Hochsprung: 14. Platz in der Qualifikation

- Željko Petrović
Herren, Marathon: 76. Platz

### Schießen
- Nedžad Fazlija
Herren, Luftgewehr: 6. Platz
Herren, Kleinkaliber, Dreistellungskampf: 41. Platz
Herren, Kleinkaliber, liegend: 34. Platz

- Zoran Novaković
Herren, Trap: 23. Platz

### Schwimmen
- Janko Gojković
Herren, 100 Meter Schmetterling: 39. Platz

- Željko Panić
Herren, 100 Meter Freistil: 49. Platz